# 鄭厲公

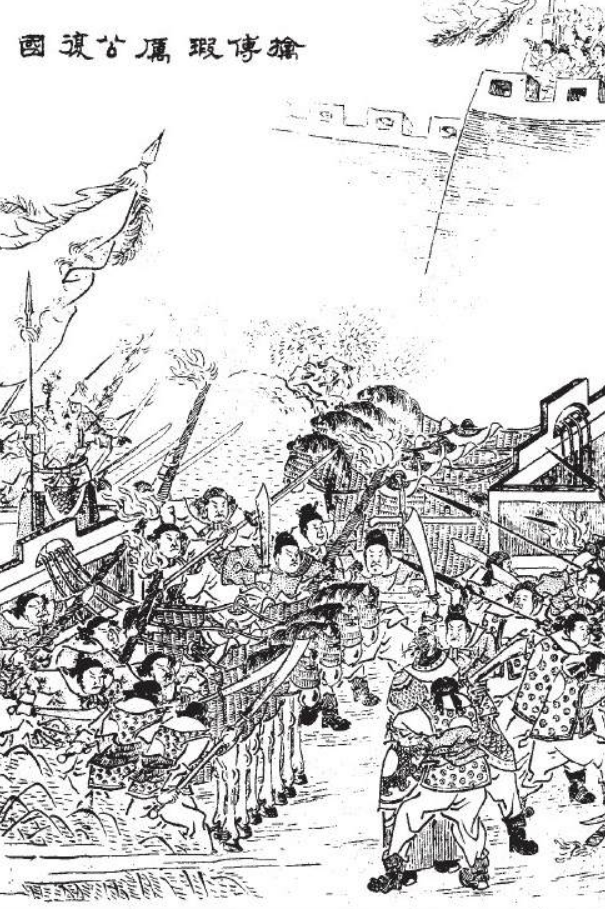
小说《东周列国志》插画：擒傅瑕厉公复国

鄭厲公（？—前673年），姬姓，名突，字子元，中國春秋時代鄭國君主（前701年─前697年及前680年─前673年在位），期間流亡達17年。

## 家系
郑厉公是鄭莊公的儿子，母親是雍姞。
郑厉公至少有三位同父異母的兄弟，兄長鄭昭公，弟弟兩名（公子亹及鄭子），還有一位同父同母的弟弟子人。公子突可能還有八位兄弟。

## 生平

### 早年
前718年四月，卫国以南燕国军队讨伐郑国，郑庄公派遣祭足、原繁与泄驾率三军迎战，却暗中派遣曼伯（公子忽）及子元（公子突）潜入南燕军队后方。南燕军畏惧郑国三军，但没有防备从制地来的军队。同年六月，曼伯及子元在虎牢关击败南燕军。
前714年，北戎人侵略郑国。郑庄公率兵抵御，他担心戎军以步兵从后边突然绕到郑军之前来袭击。公子突说：“派勇敢而不刚毅的兵士，和敌人一接触即退，君父就设三批伏兵等待。戎人赢了各不相让，败了各不相救。前兵而遭遇伏击，必然快逃。后兵不去救援，敌兵则没有后继。我军就可以得胜。”郑庄公听从了公子突的意见，击败了北戎。
前707年，繻葛之战前，子元分析陈国正在发生内乱，陈军无心征战，建议用左方阵来对付蔡军和卫军，用右方阵来对付陈军，这时先攻击陈军，一定会迅速崩溃；蔡、卫两军实力不强，很容易攻破。因此应该先攻击两翼，然后攻击周朝中军。这个建议被郑庄公采纳。

### 第一次即位
由於鄭莊公對所有兒子均十分寵愛，郑昭公雖在前701年繼位，權位並不穩固。
公子突的母家雍氏是宋國的大臣。當宋莊公知道郑昭公即位後，派人把祭足和郑厉公都召至宋國，然後禁錮他們。宋莊公威脅祭足要擁立公子突，否則便會被殺，又向公子突勒索。祭足被迫帶公子突回國即位，是為鄭厲公。鄭昭公則在弟弟回國前12天流亡到衞國。
厲公即位後，國家權力由祭足掌握。厲公對祭足非常猜忌，到了前697年，和祭足的女婿雍糺合謀，企圖暗殺祭足。但雍糺的妻子在得知丈夫的圖謀後向父親告密，結果祭仲把雍糺拘捕處死。厲公得知圖謀敗露後，無奈地責備雍糺，然後逃到蔡國，開始流亡生涯。祭足迎接鄭昭公回國復位。

### 流亡生涯
櫟城居民把原來的大夫檀伯殺掉，鄭厲公隨後入城定居。宋、魯、陳、衞等國聯軍攻打鄭國、協助厲公復位，但沒有成果。宋國派兵到櫟城保護厲公，所以鄭國沒有派兵追捕他。
高渠彌在前695年暗殺鄭昭公，改立公子亹，但次年（前694年）公子亹又被齊襄公誘捕殺死。祭足改立子儀為國君，是為鄭子。厲公在櫟居住了十七年。

### 復位
祭足去世後，厲公在前680年發兵攻打鄭國，擒獲守將傅瑕 （《史記》載厲公「誘劫」傅瑕）。傅瑕答應協助厲公殺死子儀，要求厲公把他釋放，厲公同意了。傅瑕回到鄭國後便把子儀和他的兩個兒子都殺死，迎接厲公回國即位。厲公復位後，責備同族长辈原繁在他流亡期間不曾協助他復位，迫他自殺。傅瑕也被厲公處死。
原繁和傅瑕被清算的次序，史籍有不同記載。根據《史記》，厲公是在聽完原繁的遺言後，指傅瑕反覆不忠而處死他。《左傳》則指厲公是先處死傅瑕，然後才找原繁告知傅瑕的罪名，順道怪責原繁沒有協助自己。原繁乘此責備厲公導人反叛以復位，然後自殺。
接下來的兩年均有與鄭國有關的戰事。鄭厲公於前679年初入侵宋國，楚文王則在次年 (前678年)入侵鄭國。鄭厲公隨後繼續清算曾參與雍糺事件的人，包括把大夫強鉏處刖刑。

### 平定周亂
前675年，周朝的大夫蒍國、邊伯、石速、詹父、子禽祝跪發動叛亂，擁立王子穨為周王。五大夫聯合衞國和南燕國把周惠王打敗。鄭厲公於是把周惠王接到自己流亡時居住的櫟城暫避。
到了前674年冬天，鄭厲公聯合虢公醜反擊，攻陷王城，殺死王子穨及五大夫。周惠王把虎牢以東的土地割讓給鄭國，以作獎勵。
鄭厲公於前673年去世。兒子踕繼位，是為鄭文公。